# خربق أرجواني
خَرْبَق أرجواني عشبة تزيينية معمرة من جنس الخربق تعلو نحو ٣٠ سم. أوراقها عابلة قرصية التجميع كفية الشكل خماسية الوريقات نصلها خملي الصفحة السفلى. لونه إلى الخضار الجميل الزاهي. أزهارها كبيرة القد خمرية اللون ثم أرجوانية لا عرف لها. ازهراره يستمر من آذار إلى نيسان.